# NGC 4088
NGC 4088 (другие обозначения — UGC 7081, MCG 9-20-89, ZWG 269.33, Arp 18, VV 357, IRAS12030+5049, PGC 38302) — галактика в созвездии Большая Медведица.
Этот объект входит в число перечисленных в оригинальной редакции «Нового общего каталога», а также включён в атлас пекулярных галактик.
В галактике вспыхнула сверхновая SN 1991G типа II. Её пиковая видимая звёздная величина составила 17.
4 апреля 2009 года в галактике зафиксирована вспышка сверхновой звезды SN 2009dd.
Галактика NGC 4088 входит в состав группы галактик M109. Помимо NGC 4088 в группу также входят ещё 42 галактики.